# 上海体育博物馆
上海体育博物馆（英語：Shanghai Sports Museum）是一家位于上海的体育类博物馆。

## 历史
2012年5月23日上海体育博物馆陈列室建成开放，只有一个展厅，展陈面积为440平方米，馆藏500余件。2018年筹建重新装修，2019年启动改造，2021年7月11日重新开馆，更名为现在名字，隶属于上海市体育局。位于上海南京西路150号上海体育大厦地上三层，现共有四个展厅，展陈面积增加到1,813平方米，馆藏增加到4,000多件。

## 运营时间
- 周二至周日：上午九点半至十一点半，下午两点至四点半
- 周一闭馆

## 交通
- 上海轨道交通1号线、2号线、8号线人民广场站